# Tvorchi
Tvorchi (стилизовано као TVORCHI) је украјински двојац електронске музике из Тернопоља који су 2018. године формирали продуцент звука Андри Хуцулијак и вокал Џефри Огустус Кени. Имају четири студијска албума: The Parts (2018), Disco Lights (2019) 13 Waves (2020) и Road (2020). Бенд изводи песме на украјинском и енглеском језику. Они ће представљати Украјину на Песми Евровизије 2023. са песмом „Heart of Steel”.

## Историја

### Почеци
Андри Хуцулијак и Џефри Кени су се упознали када је Андри пришао Џефрију на улици да провери његов ниво енглеског и да разговара са њим. Познанство је прерасло у сарадњу у којој је Украјинац постао музички продуцент, а Нигеријац текстописац и вокал. Обојица су студирали на Фармацеутском факултету Тернопољског националног медицинског универзитета.
Дана 30. маја 2017. дуо је објавио свој први сингл „Slow”. 4. септембра изашао је други сингл „You”. Дана 2. фебруара 2018. објављују свој деби албум, The Parts. Двојац је 20. септембра 2018. објавио спот за песму „Молодість”.

### 2019:
Дана 14. фебруара 2019. изашао је други албум под називом Disco Lights. 21. фебруара објављују спот за песму „Believe“. Према двојцу, буџет за снимање је био 100 долара. У року од неколико дана, видео је прикупио 400.000 прегледа на Јутјубу, а песма је заузела 9. место на листи Гоогле Плеј лествици у Украјини.
У лето те године, наступају на музичким фестивалима Faine Misto (Тернопољ), Atlas Weekend (Кијев) и Ukrainian Song Project (Лавов). Група је 9. септембра објавила сингл "#не танцюю", а 16. септембра музички спот за њега.

### 2020. и 2021: Видбир 2020,,и
У фебруару 2020. TVORCHI су ушли у Видбир са песмом „Bonfire“, пласиравши се на четврто место у финалу.
Музички спот за песму „Мова тіла“ са другог студијског албума Disco Lights премијерно је приказан 7. маја на Youtube каналу бенда и у програму „Premier“ на М1 ТВ каналу. Спот у режији Андрија Лагутина снимљен је у јесен 2019. у Кијеву.
Дана 31. маја 2020. освајају музичка награда Золота Жар-птица (11. додела) у категорији инди извођача.
Дана 25. септембра 2020. премијерно је приказан спот за главни сингл са албума 13 Waves - „Living My Life”. Спот је режирао Дмитро Дорош.
У септембру 2020. TVORCHI су објавили свој трећи албум, 13 Waves, који је снимљен на даљину због пандемије ковида 19 у Украјини. Албум је послушан више од 2 милиона пута на музичким платформама у првој недељи од објављивања. Двојац је 19. децембра 2020. освојио онлајн музичку награду „Culture Ukraine“ у две номинације: „Најбољи нови извођач“ и „Сингл на енглеском језику“ са песмом – „Bonfire“. Бенд је такође номинован за музичку награду YUNA 2021. у четири категорије, укључујући албум године.

### 2022. и 2023: Видбир и Песма Евровизије 2023.
у децембру 2022. године, учествовали су у Видбиру 2023, украјинском избору за Песму Евровизије 2023, где су однели победу са песмом „Heart of Steel”. Због тога, представљаће Украјину на Песми Евровизије.

## Музички спотови
| Наслов | Година | Албум               | Режисер         |
| ------ | ------ | ------------------- | --------------- |
|        | 2018.  | The Parts           | Морис Терневич  |
|        | 2019.  | Disco Lights        | Андри оболончук |
|        | 2019.  | синглови без албума | Кирило Суљха    |
|        | 2020.  | синглови без албума | Максим Хетман   |
|        | 2020.  | Disco Lights        | Андри Лахутин   |
|        | 2020.  | 13 Waves            | Дмитро Дорош    |
|        | 2021.  | сингл без албума    | Кирило Суљха    |
|        | 2021.  | Road                | Андри Лахутин   |
|        | 2022.  | синглови без албума | Олексиј Бондар  |
|        | 2022.  | синглови без албума | Руслан Махов    |